# Bartolomeu Pais de Abreu
Bartolomeu Pais de Abreu foi um bandeirante. Era capitão e sua ascendência figura no Vol. II da Genealogia Paulistana de Silva Leme, pág 473 (Tít. Lemes).
Morreu em São Paulo a 1º de janeiro de 1738 numa epidemia de bexiga (hoje chamada varíola).

## Vida
Nasceu em 1674 na ilha de São Sebastião, hoje Ilhabela (São Paulo), e foi sócio do seu irmão João Leite da Silva Ortiz e do sogro deste, nos grandes empreendimentos  no sertão.  Com depois deixou de penetrar na mata e ficava em São Paulo para remeter o que era preciso à bandeira, foi alvo da perseguição do governador  Antônio da Silva Caldeira Pimentel (sob a acusação de que nas Minas de Goiás estavam preparando uma nova Guerra dos Emboabas.
Enquanto seu irmão João partiu para se defender em Portugal, Bartolomeu ficou preso no calabouço da fortaleza da barra de Santos, sem licença para se comunicar com o irmão nem para lhe dar informações sobre a parte dos negócios a seu cargo, referentes à descoberta das minas.
Ainda quando moço, fora nomeado capitão de ordenanças de Sâo Sebastião, por sete anos. Juiz ordinário em 1705 em São Paulo,  ocupou os cargos da republica pois ali residia desde 1701 quando casou com sua prima Leonor de Siqueira, filha do capitão-mor Pedro Taques de Almeida e de Angela de Siqueira (irmã de José de Góis e Morais, sargento-mor, de Apolônia de Araújo, Branca de Almeida, em 1695 casada com Antônio Pinto Guedes, de São Paulo, de Maria de Araújo, mulher de D. Francisco Mateus Rendon, de Teresa de Araújo, morta em 1762 aos 72 anos de bexigas, de Catarina de Siqueira Taques, morta solteira em 1745 e de Angela de Siq, também morta solteira.
Em 1712, foi nomeado capitão de infantaria paga, posto criado pelo primeiro governador Antônio de Albuquerque, o qual, na patente que lhe passou, fez menção da nobreza e dos serviços que tinha prestado a custa duas fazendas, além do risco de morte.
Foi uma das mais altas personalidades do movimento de entradas, não obstante carta do Governador D. Rodrigo em 19 de setembro de 1722 na qual afirma que até aquela data Bartolomeu não tinha conhecimento algum do sertão por falta de experiência pelo não o haver cursado nunca. Era mentira: tinha devassado o sul-mineiro antes da guerra dos emboabas e depois passou a explorar o sul, a região de Curitiba e sul do Iguaçu até Rio Grande do Sul atual.
Em 1722, foi ele o inspirador e organizador da bandeira de Bartolomeu Bueno da Silva, o segundo Anhangüera, e seu irmão João Leite da Silva Ortiz ao qual se atribuiu a descoberta do ouro em Goiás.
Em 15 de março de 1731, quando de uma enérgica carta de censura ao governador Pimentel, foi Bartolomeu absolvido das acusações.

## Imagens relacionadas
No dia 25 de outubro de 2006, foram localizados pelo jornalista Miguel Netto na Biblioteca Nacional do Brasil um conjunto de 10(dez) mapas atribuídos a Bartolomeu Pais de Abreu. Tem a denominação de "Demonstração da costa desde Buenos Ayres athê a Villa de Santos - de Bertolomeu Pays de Abreu - Era - 1719". Na parte inferior do mapa que representa a região de Santos, São Vicente, Cubatão, Bertioga e Itanhaém e em seu verso existem anotações manuscritas de origem ainda não identificada.